# Yanornithiformes
Yanornithiformes es un orden extinto de aves ornituromorfas que aparecieron en China a principios del periodo Cretácico. Todos los especímenes conocidos provienen de las formaciones Yixian y Jiufotang, que datan de principios del Aptiano, hace 124,6 a 120 millones de años.
La familia Songlingornithidae fue nombrada por primera vez por Hou en 1997 para contener el género tipo, Songlingornis. Clarke y col. (2006) fueron los primeros en encontrar una relación cercana entre Songlingornis y los «yanornítidos», que previamente habían sido nombrados para contener a los géneros similares Yanornis y Yixianornis. Al menos un estudio descubrió que el ave mongol cretácea tardía, Hollanda, es miembro de este grupo. La familia Yanornithidae (ahora Songlingornithidae) había sido colocada en su propio orden que no contenía otras familias, llamadas Yanornithiformes, en 2001.
A partir de 2012, varios estudios comenzaron a hallar que los hongshanornítidos, aves más pequeñas y especializadas de la misma época y lugar que algunos de los songlingornitídos, estaban más cercanamente relacionados con estos que a otras aves primitivas, haciéndolas parte del mismo clado, mientras que otros estudios han continuado determinando que están por fuera del clado de los yanonritiformes.